# Katedra w Verden (Aller)
Katedra śś. Marii i Cecylii (niem. Dom St. Maria und Cäcilia) – luterańska świątynia znajdująca się w niemieckim mieście Verden (Aller). Halowy, trójnawowy kościół gotycki, z romańską dzwonnicą. Dawna siedziba rzymskokatolickiej, a następnie ewangelickiej diecezji Verden.

## Historia
W 814 roku na miejscu obecnej katedry wzniesiono karoliński kościół, który w 849 roku został siedzibą biskupa Waltera. Katedra spłonęła i została odbudowana z drewna przez Amelunga, a ok. 1000 dobudowano do niej kamienną wieżę. Na początku XI wieku na jej miejscu wzniesiono wczesnoromańską bazylikę, konsekrowaną w 1028 roku pod wezwaniem śś. Marii i Cecylii. Za panowania biskupa Hermanna powstała do dziś istniejąca wieża dzwonnicza. Między 1181 a 1185 rokiem ukończono budowę bazyliki na planie krzyża. W 1268 kościół został zniszczony przez pożar, lecz szybko przywrócono go do użytku. W 1281 roku założono chór katedralny.
Kamień węgielny pod budowę gotyckiego kościoła halowego wmurował w 1290 roku bp Konrad I z Brunszwiku-Lüneburga, prawnuk księcia Henryka Lwa. Z powodu problemów finansowych prace wstrzymano w 1323 roku. Budowę dokończono po 150 latach przerwy w latach 1473-1490. W 1568 biskupstwo przeszło w ręce luteran. Na mocy pokoju westfalskiego z 1648 diecezję przekształcono w księstwo pod zwierzchnictwem szwedzkim, a w 1651 rozwiązano kapitułę. W 1737 smukła iglica wieży została zniszczona podczas huraganu, na jej miejscu wzniesiono niewysoki dach namiotowy pokryty miedzią. W 1798 zlikwidowano cmentarz znajdujący się na dzisiejszym Domplatzu. W 1829 wnętrze kościoła przebudowano w duchu romantyzmu pod okiem Leo Bergmanna poprzez usunięcie z niego elementów renesansowych i barokowych. Prawie wszystkie witraże, z wyjątkiem centralnego okna prezbiterium, zostały zniszczone podczas II wojny światowej.

## Architektura i wyposażenie
Świątynia gotycka, trójnawowa, z transeptem. Była wzorowana na katedrach w Reims i Minden, stanowiła inspirację dla budowniczych m.in. kościoła św. Jana w Lüneburgu czy katedry w Lubece. Do południowo-zachodniego narożnika dostawiona jest romańska wieża z poprzedniej świątyni. Prezbiterium otoczone jest obejściem o tej samej wysokości co reszta kościoła, co czyni je prawdopodobnie najstarszą tego typu konstrukcją w Niemczech. Gotycka krypta pochodzi z końca XIII wieku. Świątynia przykryta jest sklepieniami krzyżowo-żebrowymi. Pierwotnie od północy do katedry dobudowany był klasztor, z którego do dziś zachował się krużganek, przylegający do budynku dawnej szkoły katedralnej. 
Wnętrze katedry zdobi: XIII-wieczna chrzcielnica, gotycka sedilia zwana krzesłem Lewitów z 1360 czy płyta nagrobna bpa Bertholda II von Landsberga. Ambona i żeliwne balaski ołtarzowe reprezentują styl neogotycki. Ołtarz główny o wysokości 9 metrów wykonano w roku 1830, zdobią go figury Madonny, biskupa Konrada I oraz dwunastu apostołów. Pod zachodnią emporą znajdują się sarkofagi biskupów Krzysztofa i Jerzego brunszwickich oraz Filipa Zygmunta z Brunszwiku-Wolfenbüttel. Trójmanuałowe, 54-głosowe organy romantyczne o mechanicznej trakturze gry wykonało w 1916 roku hanowerskie przedsiębiorstwo Furtwängler & Hammer, w 1986 poddano je renowacji. 43-głosowe organy w północnym ramieniu transeptu wybudował w 1968 roku warsztat Gebrüder Hillebrand Orgelbau z Altwarmbüchen. Na wieży katedry zawieszone są cztery brązowe dzwony, dwa pochodzą z 1510 roku, jeden z 1714 i jeden z 1721.

## Galeria

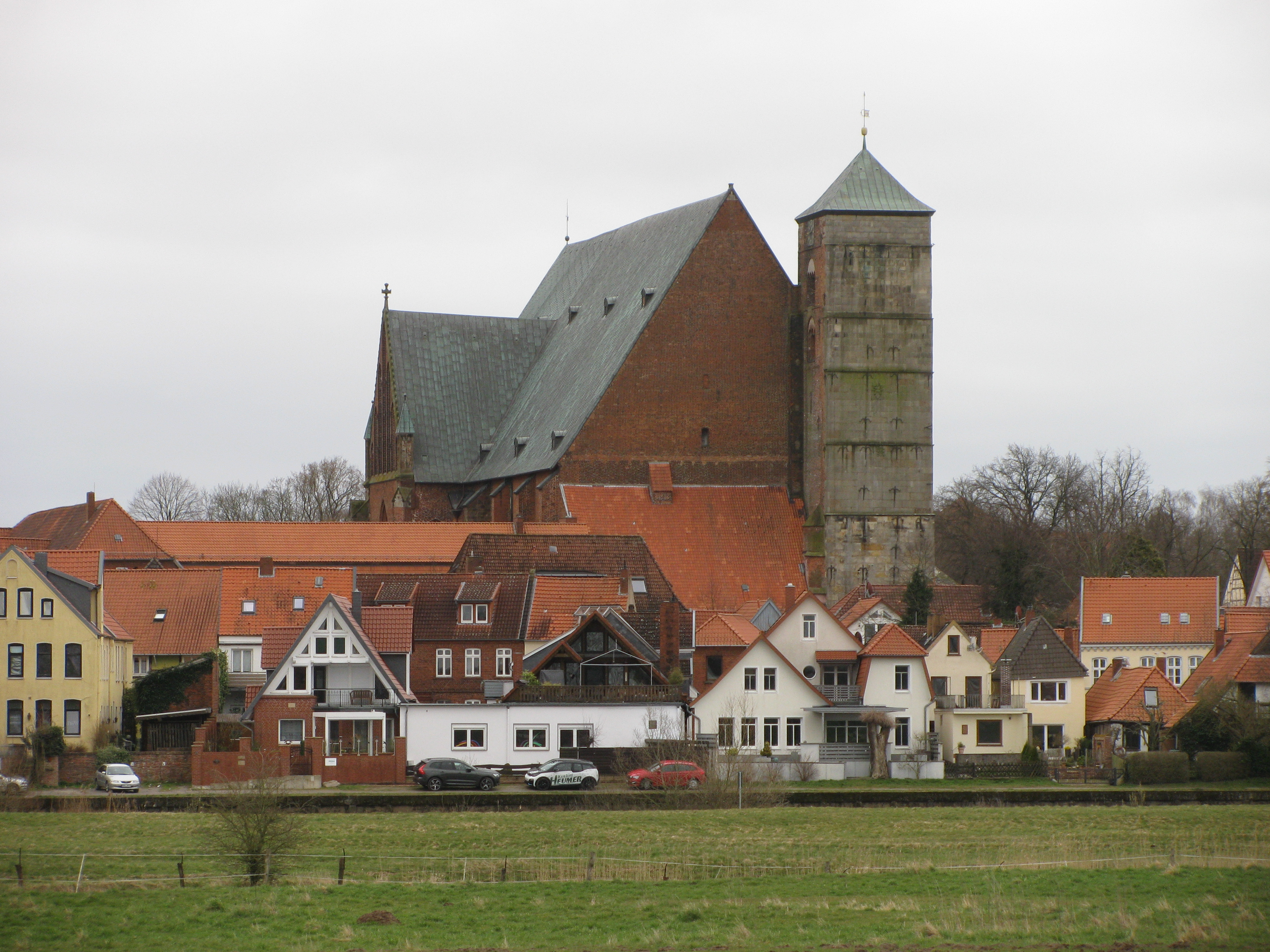
Widok z zachodu
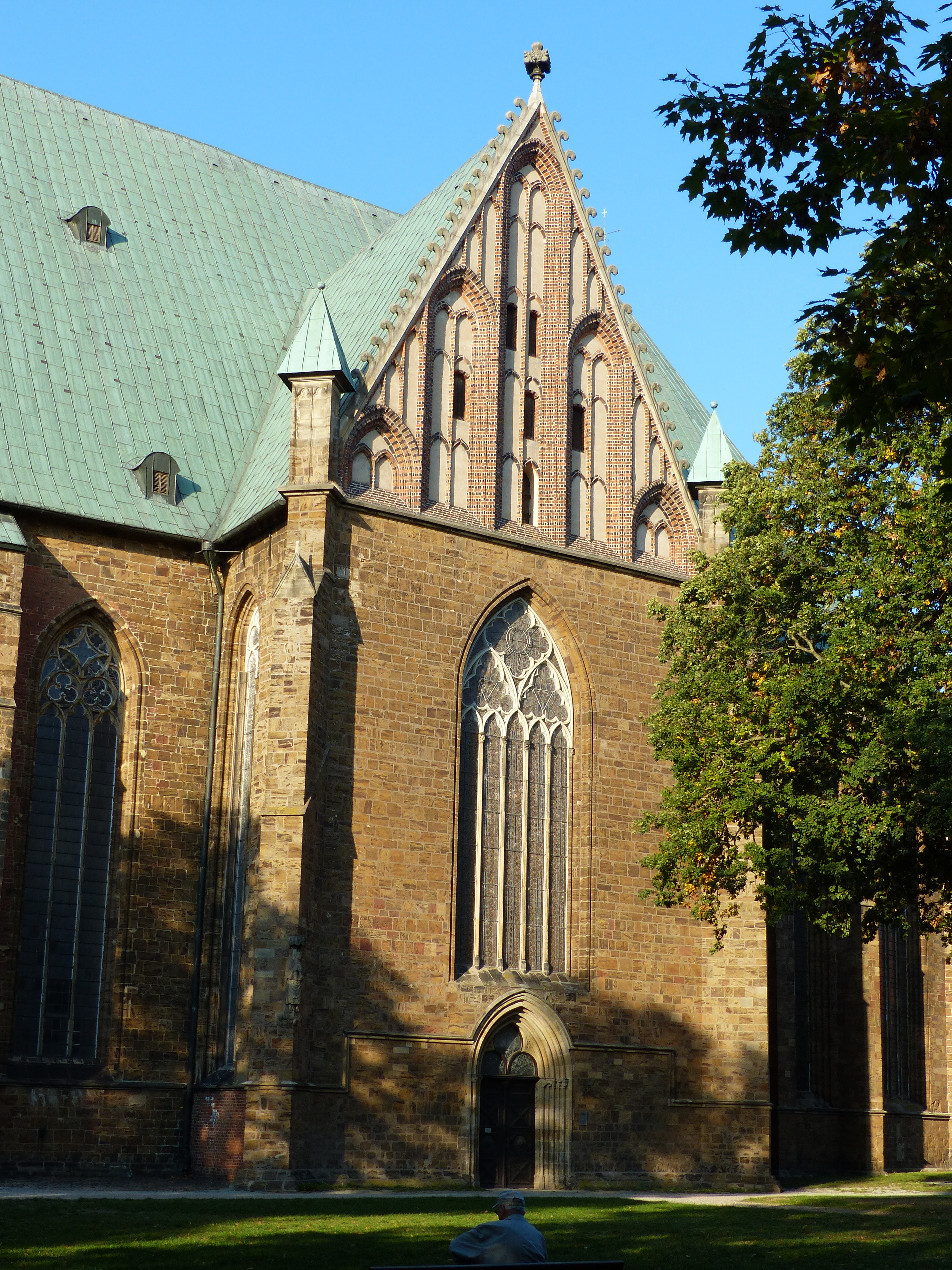
Południowe ramię transeptu
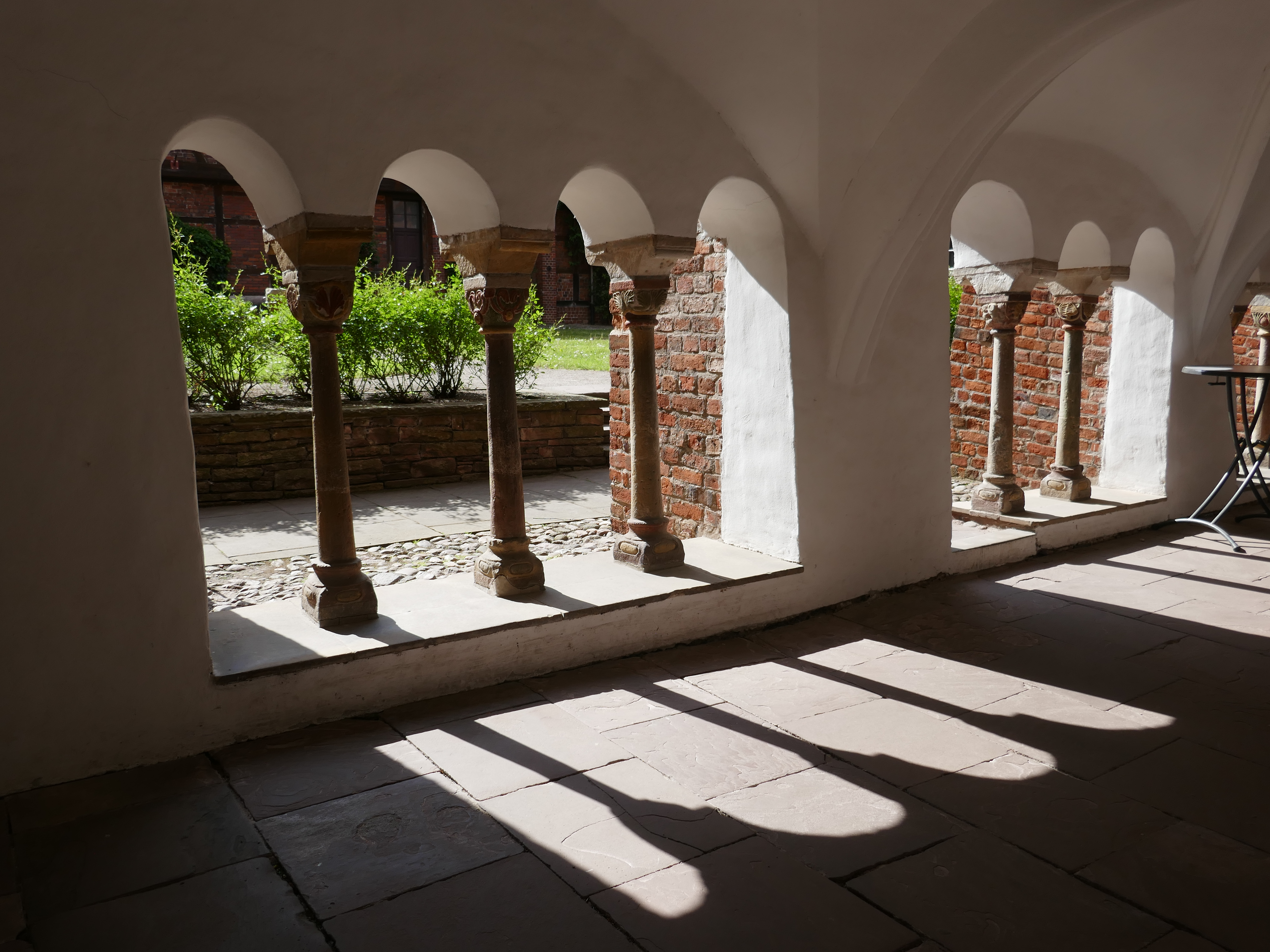
Krużganek
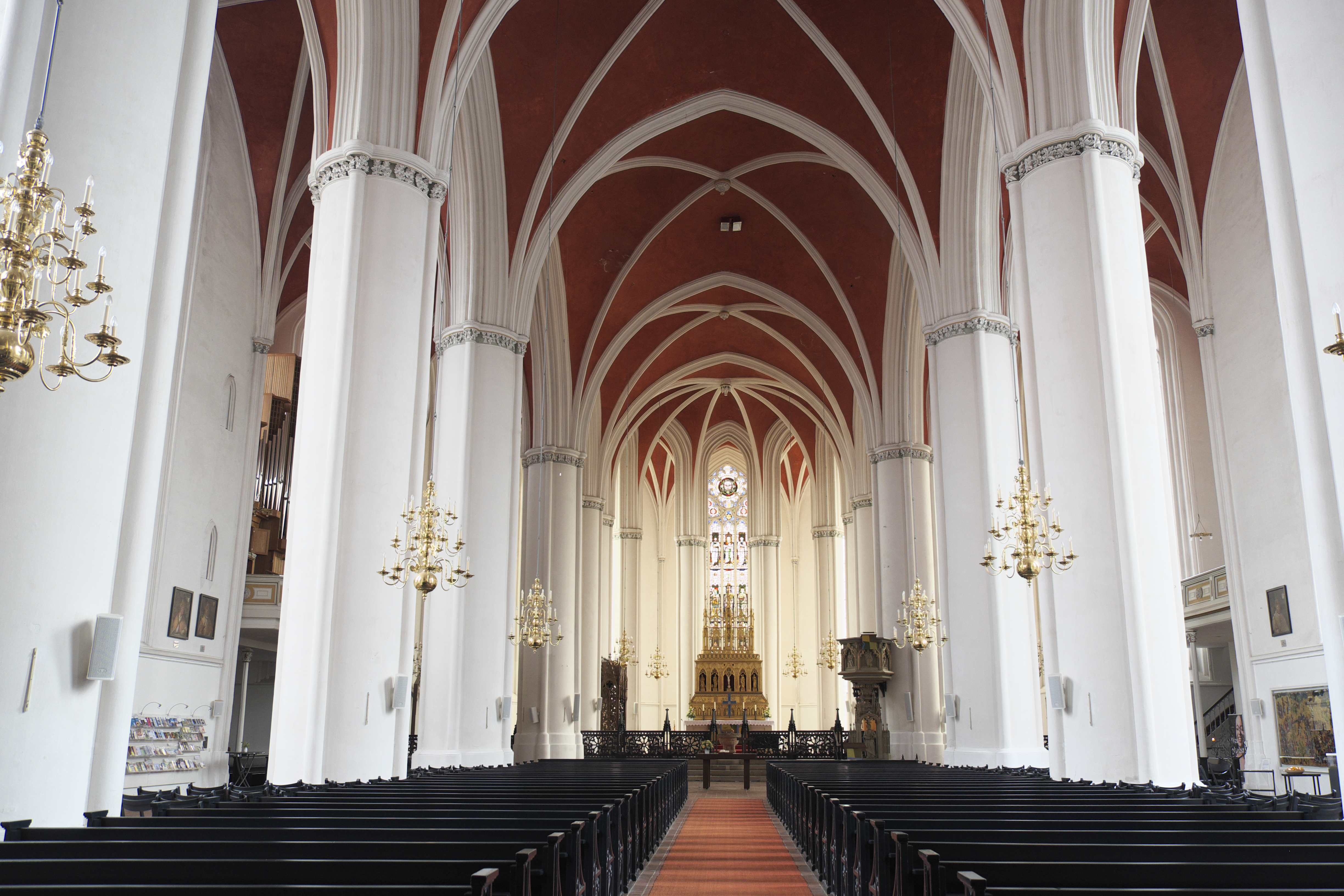
Wnętrze
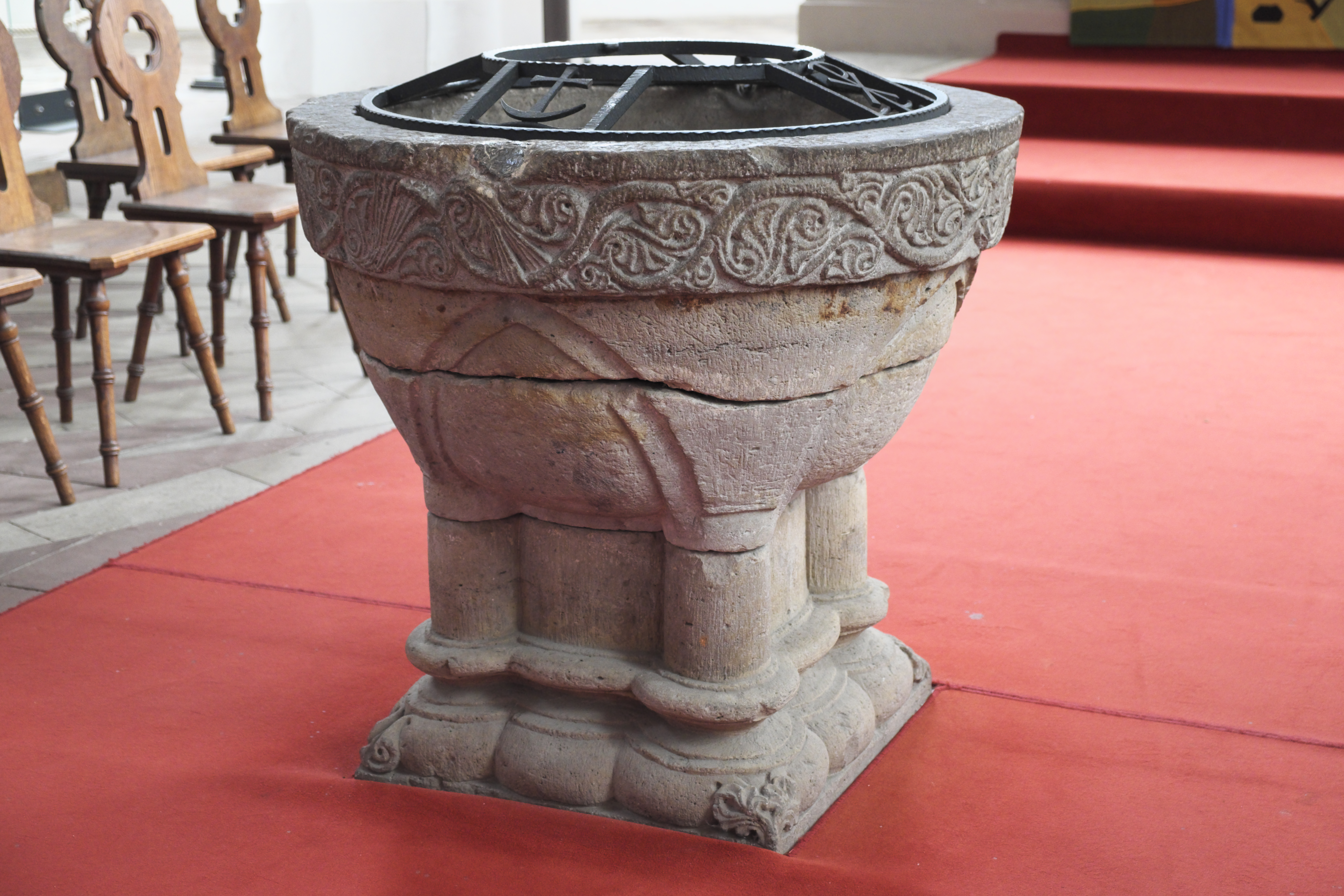
Chrzcielnica
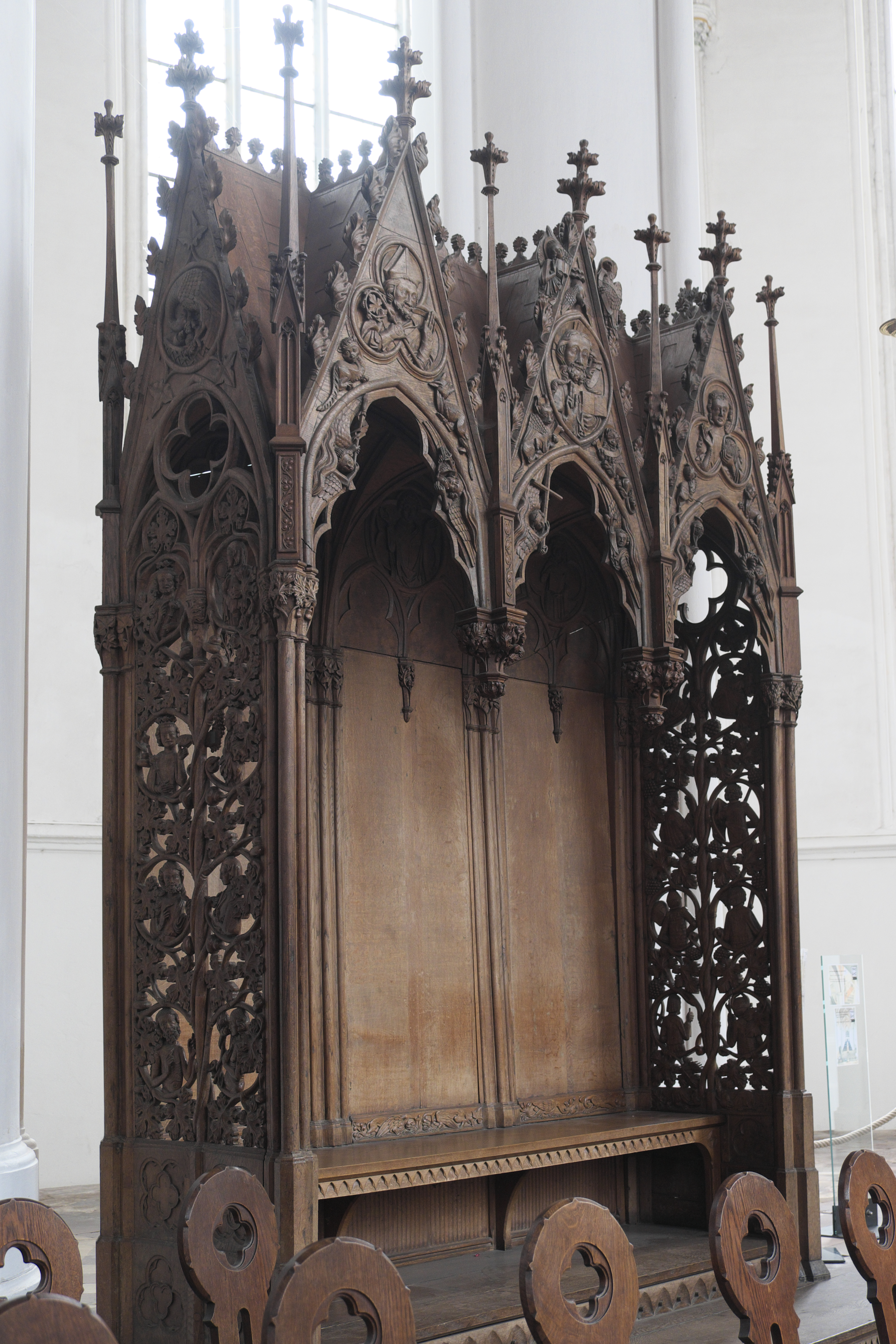
Krzesło Lewitów
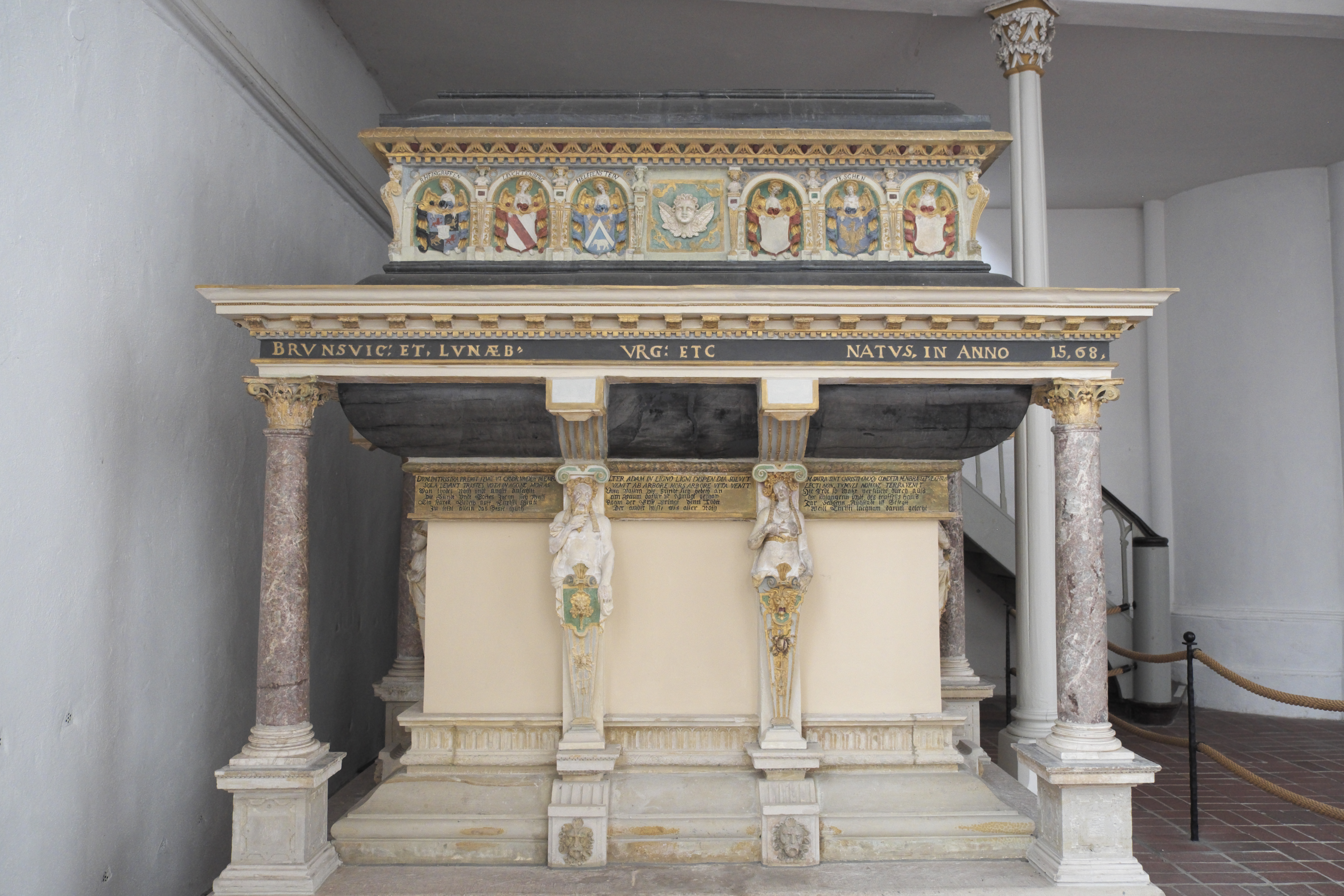
Sarkofag bpa Filipa Zygmunta
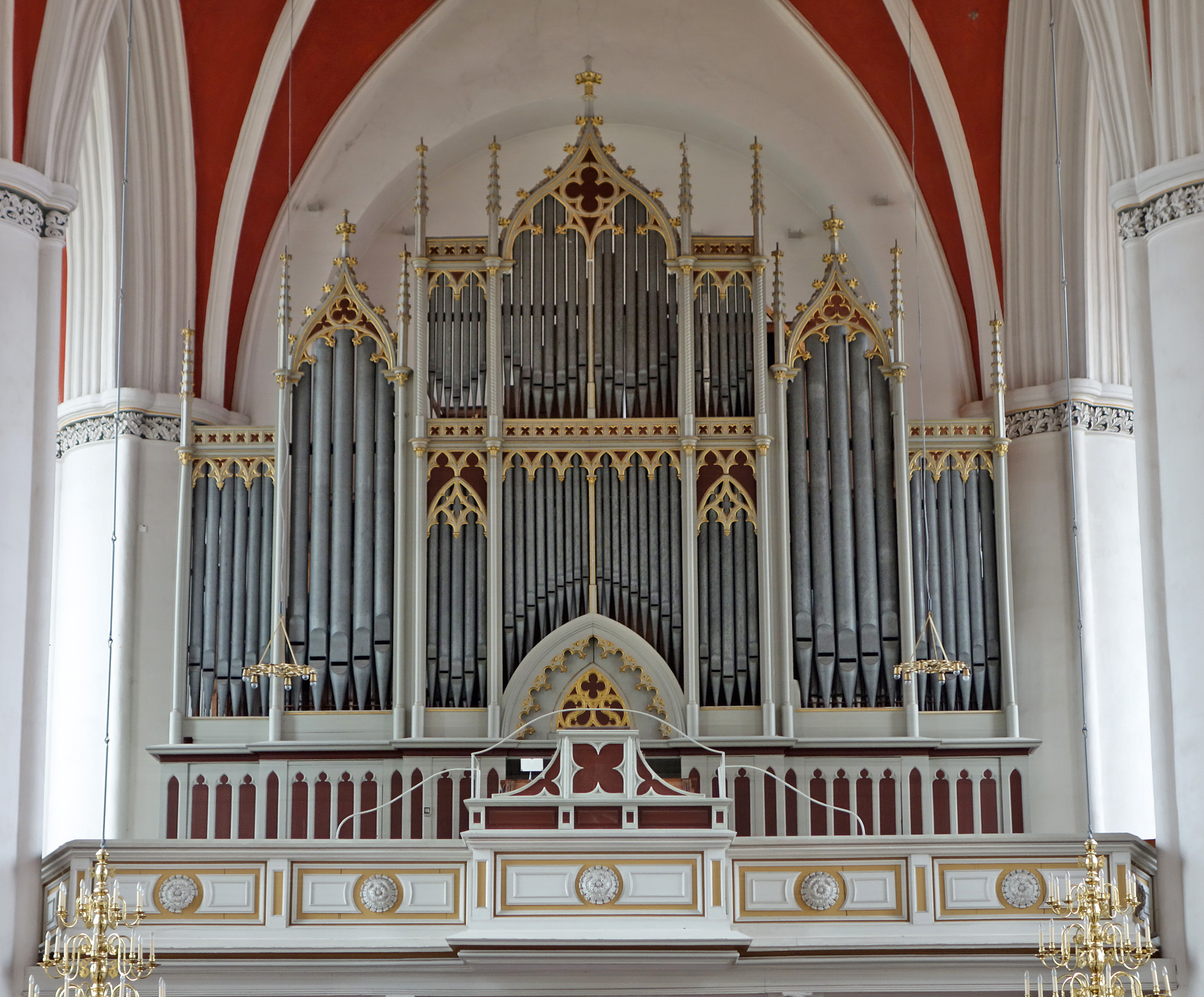
Organy romantyczne
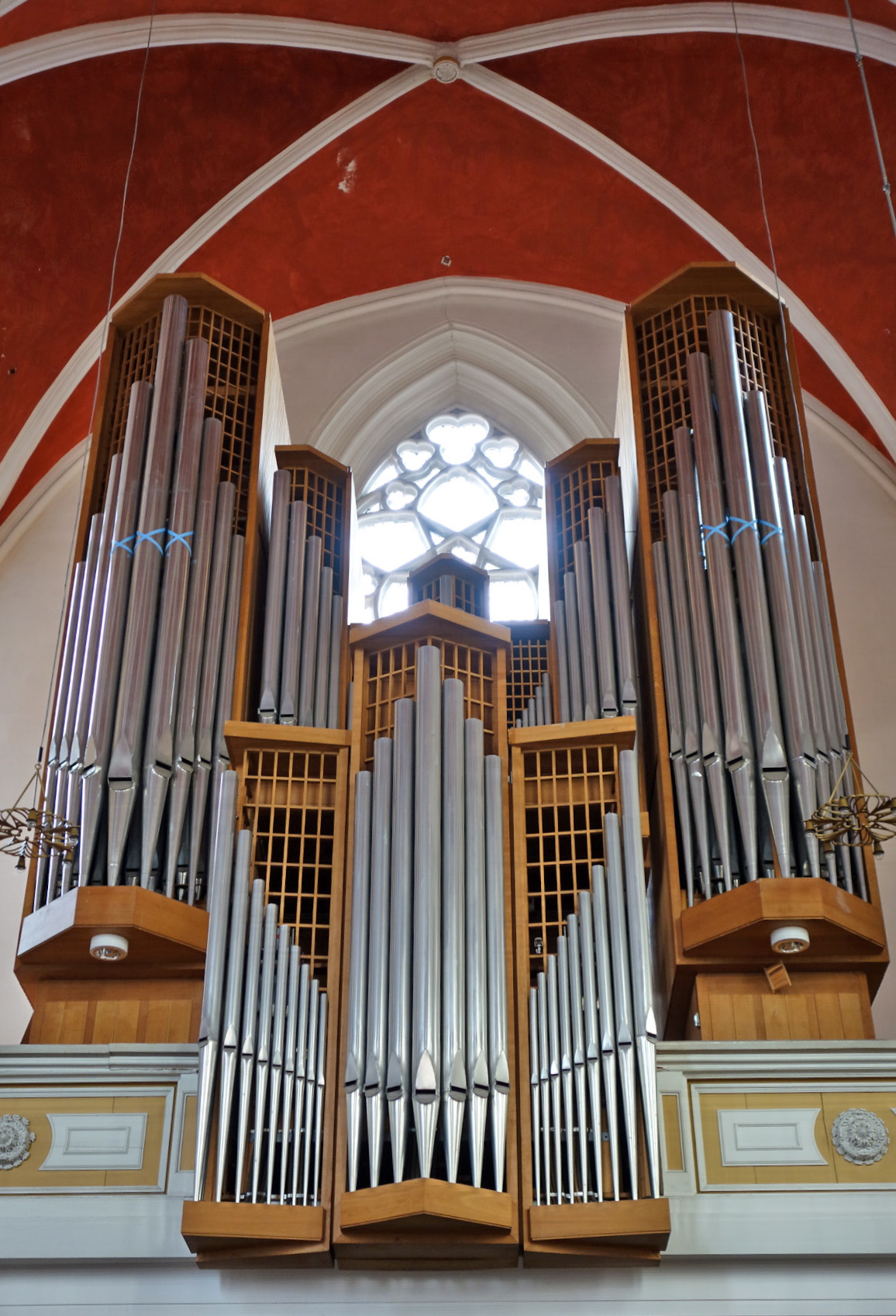
Organy w transepcie
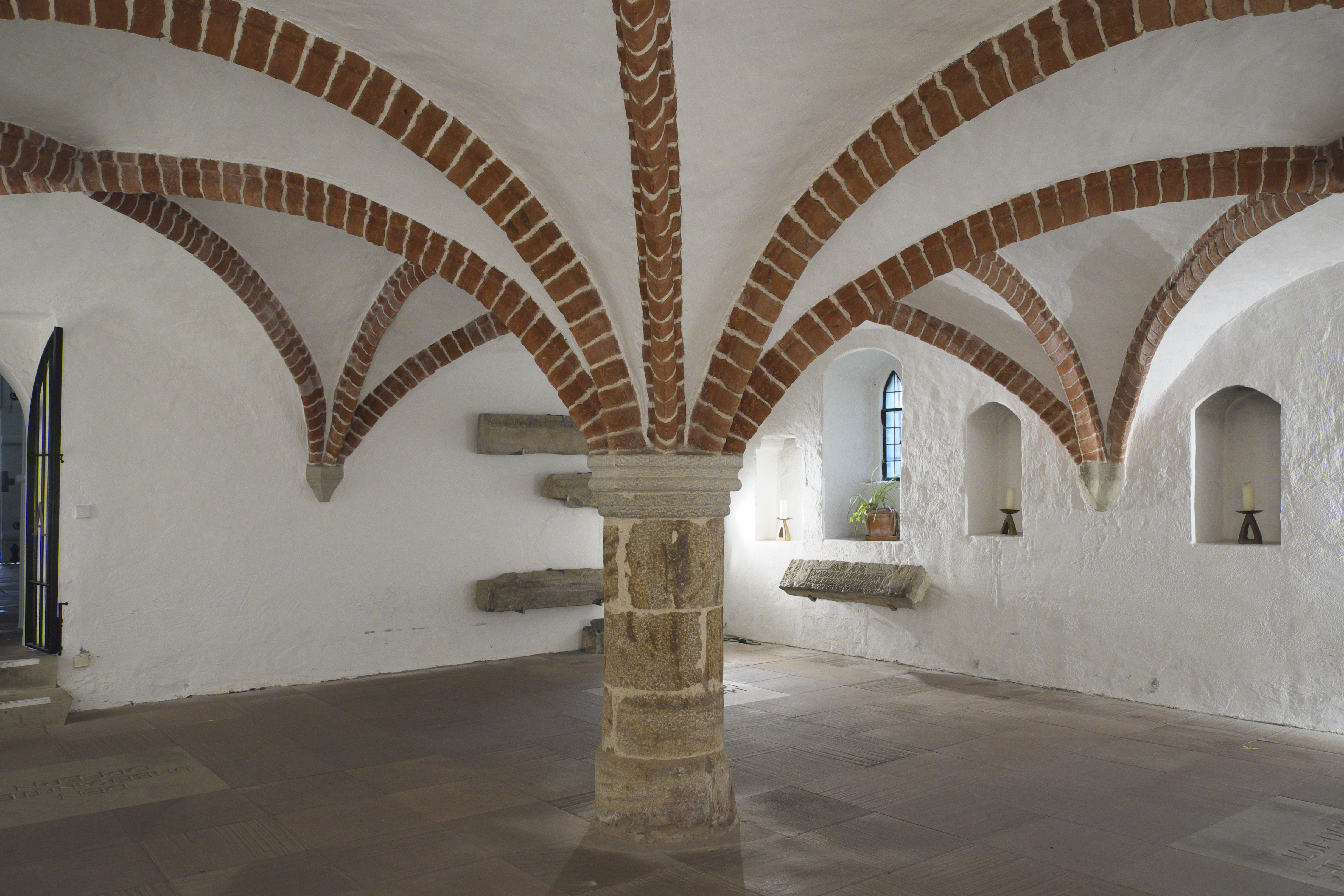
Krypta